# 紫端寶螺
紫端寶螺（学名：Cypraea fimbriata）为寶螺科寶螺屬下的一个种。